# Sierra de Segura (Albacete)
Die Comarca Sierra de Segura ist eine der sieben Comarcas in der Provinz Albacete der autonomen Gemeinschaft Kastilien-La Mancha.
Sie umfasst zwölf Gemeinden auf einer Fläche von 2.676,04 km² mit dem Hauptort Elche de la Sierra.

## Gemeinden
| Gemeinde                 | Einwohner (2024) | Fläche km² | Dichte Einw./km² | Cod INE | Postleitzahl        |
| ------------------------ | ---------------- | ---------- | ---------------- | ------- | ------------------- |
| Ayna                     | 608              | 146,81     | 4                | 02011   | 02125               |
| Bogarra                  | 748              | 166,01     | 5                | 02017   | 02130               |
| Elche de la Sierra       | 3.596            | 239,49     | 15               | 02030   | 02430               |
| Férez                    | 605              | 126,14     | 5                | 02031   | 02436               |
| Letur                    | 922              | 263,56     | 3                | 02042   | 02434               |
| Liétor                   | 1.063            | 311,57     | 3                | 02044   | 02410               |
| Molinicos                | 785              | 143,59     | 5                | 02049   | 02440, 02448, 02449 |
| Nerpio                   | 1.150            | 435,78     | 3                | 02055   | 02530               |
| Paterna del Madera       | 339              | 112,34     | 3                | 02058   | 02136               |
| Riópar                   | 1.353            | 80,92      | 17               | 02067   | 02450               |
| Socovos                  | 1.662            | 138,61     | 12               | 02072   | 02435               |
| Yeste                    | 2.509            | 511,22     | 5                | 02086   | 02480               |
| Comarca Sierra de Segura | 15.340           | 2.676,04   | 6                | –       | –                   |